# Itararé (kommun)
Itararé är en kommun i Brasilien.   Den ligger i delstaten São Paulo, i den södra delen av landet, 900 km söder om huvudstaden Brasília. Antalet invånare är 47 939.
Följande samhällen finns i Itararé:
- Itararé

I omgivningarna runt Itararé växer i huvudsak städsegrön lövskog. Runt Itararé är det ganska tätbefolkat, med 56 invånare per kvadratkilometer.